# Amtszeit
Als Amtszeit oder Amtsperiode wird diejenige Zeitspanne bezeichnet, in der ein gewähltes oder zugewiesenes Amt durch eine Person ausgefüllt wird. Nach Ablauf der Amtszeit ist das Amt neu- oder wiederzubesetzen. Die Amtszeit ist auf das römischrechtliche Institut der Annuität zurückzuführen. Die Begrenzung der Ausübungsdauer eines hohen staatlichen Amtes wurde als Teil der Machtzernierung eingeführt. Mit dem Untergang der römischen Republik verschwanden zunächst auch die Amtszeiten. Die Posten wurden auf unbestimmte Dauer auf des Kaisers Gnaden vergeben und wurden nur durch Tod oder Weisung des Herrschers beendet. Erst mit der Etablierung demokratischer Traditionen durch die französische Revolution wurde im Zuge der Demokratisierung die Amtszeit ein bestimmendes Bild des Parlamentarismus. Die Begrenzung der Amtszeit ist daher Ausdruck des Demokratieprinzips.